# 라우니온 (엘살바도르)

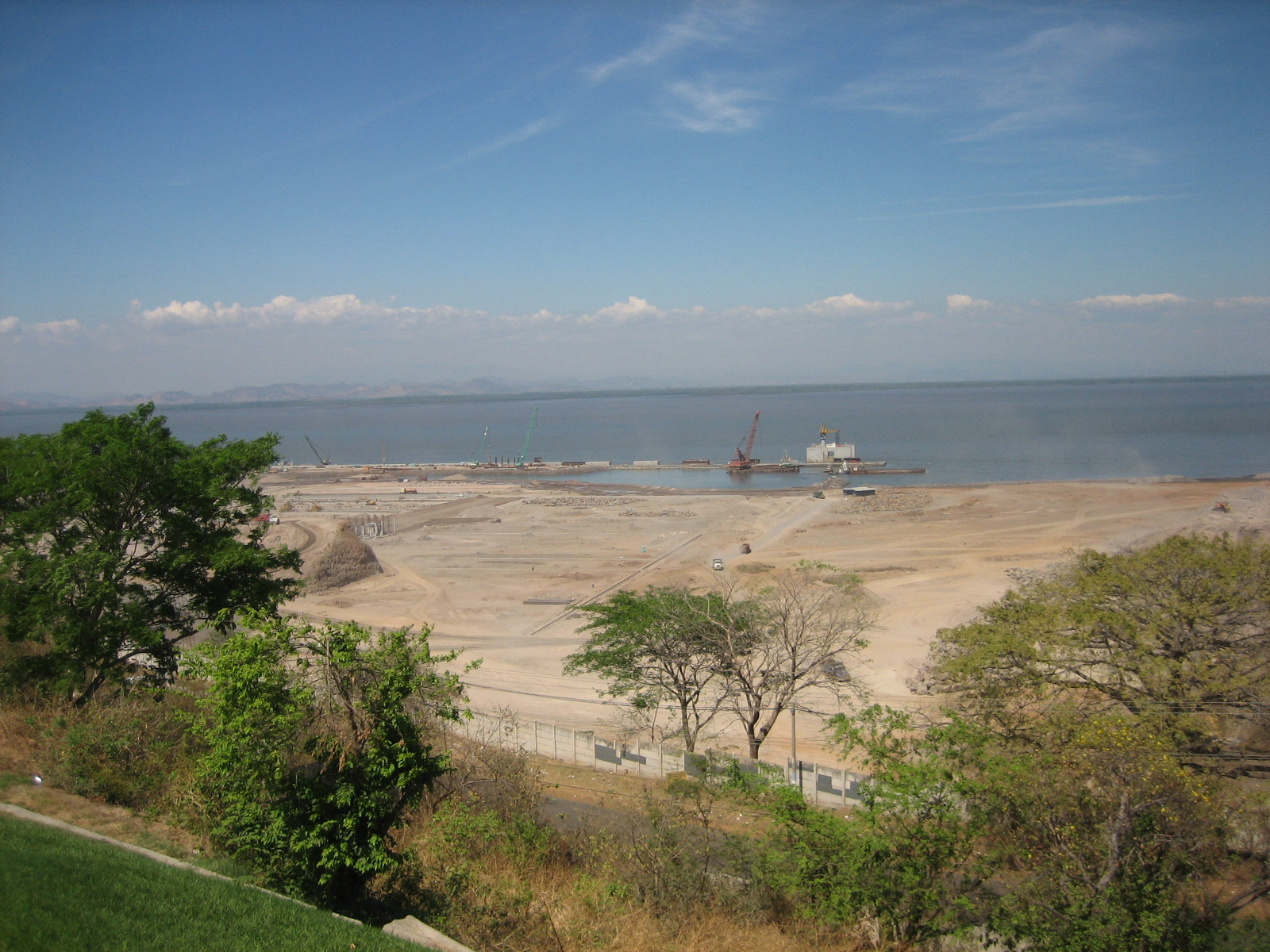
라우니온

라우니온(스페인어: La Unión)은 엘살바도르의 도시로 라우니온 주의 주도이며 면적은 144.43km2, 높이는 5m, 인구는 34,045명(2012년 기준), 인구 밀도는 240명/km2이다.